# Некрасовка (Урджарський район)
Некра́совка (каз. Некрасовка) — село у складі Урджарського району Абайської області Казахстану. Входить до складу Баркитбельського сільського округу.
Населення — 464 особи (2021; 594 у 2009, 722 у 1999, 822 у 1989).
Національний склад станом на 1989 рік:
- росіяни — 43 %
- німці — 34 %